# کارل اندرسن
کارل اندرسن (دانمارکی: Carl Andersen; ۹ مارس ۱۸۷۹ – ۱۲ سپتامبر ۱۹۶۷) ژیمناست هنری اهل دانمارک بود.